# Biskupstungnabraut
Der Biskupstungnabraut ist eine Hauptstraße im Süden von Island. Sie verbindet die Ringstraße mit dem südlichen Ende des Kjalvegurs .
Die Straße hat die Nummer 35 und ist auf ihren 69 km vollständig asphaltiert. Sie beginnt westlich der Stadt Selfoss unterhalb des Berges Ingólfsfjall und verläuft in nordöstliche Richtung. An der Strecke liegen die Brücke über den Fluss Sog, der Krater Kerið, der Fluss Brúará, der Ort Reykholt, das Termalgebiet im Haukadalur mit dem Geysir und schließlich der Gullfoss. Dort in der Nähe geht die Biskupstungnabraut in die Hochlandstraße Kjölur über. Neben dieser Straße, besonders im südlichen Teil, liegen große Gebiete mit Sommerhäusern.
Beim Svínavatn zweigt der Laugarvatnsvegur  nach Norden ab. Sie trifft später wieder auf diese Straße. Dort stehen auch Webcams zur Beobachtung des Straßenzustands.